# Non sono più lo stesso
Non sono più lo stesso è un singolo del cantante italiano Alberto Urso, pubblicato il 15 novembre 2019.

## Tracce
1. Non sono più lo stesso – 3:30